# Linda Kasabian
Linda Darlene Kasabian, née Linda Darlene Drouin le 21 juin 1949 dans le Maine aux États-Unis et morte le 21 janvier 2023 à Tacoma,, était un membre de « la famille » de Charles Manson. Elle s'est exprimée lors d'un témoignage qui la rendit célèbre au procès des meurtres de Sharon Tate et de Leno et Rosemary LaBianca.

## Rencontre avec Charles Manson
Le 4 juillet 1969, Linda Kasabian rejoint le Spahn Ranch dans le sud de la Californie, où se trouve le groupe de Charles Manson. Sa rencontre avec Manson est un événement d'importance, elle le trouve « magnifique dans ses vêtements en peau de daim » et déclarera plus tard qu'il « ressemblait au Christ ». Selon son témoignage au procès, elle déclare, comme les autres femmes de la communauté : « Nous voulions faire tout et n'importe quoi pour lui ».

## Été 1969
Le 8 août 1969, Manson annonce aux membres de la « famille » que le temps est venu pour « helter skelter » (le nom qu'il donne à son scénario révolutionnaire à moitié inspiré de la Bible et d'une chanson des Beatles, Helter Skelter). Kasabian a pour mission de se trouver un couteau et un vêtement de rechange, puis d'accompagner Susan Atkins, Patricia Krenwinkel et Charles Tex Watson à la résidence de Roman Polanski. Kasabian reste à l'extérieur, près de la voiture, pendant que le massacre a lieu dans la maison. Dans son témoignage, elle prétendra qu'en entendant les cris, elle voulait qu'« ils arrêtent ». Elle sera pourtant présente à nouveau lors du meurtre des LaBianca la nuit suivante. Deux jours plus tard, elle prend la fuite et retourne chez sa mère, dans le New Hampshire.

## Le procès
Lors de l'enquête, l'immunité est offerte à Linda Kasabian en échange de son témoignage, elle accepte et sera le seul membre du groupe à exprimer des remords. À la question « Comment pouvez-vous être certaine que vous n'auriez pas commis les mêmes meurtres vu votre usage du LSD ? », elle répondra « Parce que je n'ai pas ce genre de chose en moi, la capacité à faire quelque chose de si bestial ». Son témoignage contribuera largement à la condamnation des autres membres du groupe.

## Après le procès
Les médias ont fait de Linda Kasabian une célébrité. Elle rejoindra une communauté hippie par la suite et ne sera à nouveau exposée au public que lors d'une interview qu'elle acceptera de donner en 1988 pour l'émission A Current Affair.

## Dans la culture populaire
- Billie Lourd l'interprète dans la saison 7 d'American Horror Story.
- Mackenzie Mauzy l'interprète dans Dans les griffes de Charles Manson (2016)[6].
- Maya Hawke l'interprète dans Once Upon a Time… in Hollywood (2019).
- En 2018, India Ennenga l'interprète dans le long métrage Charlie Says de Mary Harron.